# Petkotnik
Petkótnik ali peterokótnik (starogrško pentagon) je v ravninski geometriji mnogokotnik s petimi stranicami, petimi oglišči in petimi notranjimi koti. 

## Splošne značilnosti
Z izrazom petkotnik je po navadi mišljen pravilni konveksni petkotnik. V pravilnem petkotniku so vse stranice in koti enaki, notranji kot pa znaša 3π/5 radianov, oziroma 108 stopinj. Vsota notranjih kotov v enostavnem petkotniku je enaka 540°. Njegov Schläflijev simbol je {5}. Coxeter-Dinkinov diagram je .

## Konstrukcija
Pravilni petkotnik lahko skonstruiramo z ravnilom in šestilom. 
Petkotnik je lahko tudi vdrt. 
Pentagram je peterokraka zvezda, narisana v eni potezi; po prazni veri srednjega veka je varovala pred čarovnijo in hudimi duhovi.